# لورسن
لورسن (به آلمانی: Lürssen) شرکت کشتی‌سازی آلمانی است که از سال ۱۸۷۵ میلادی، به ساخت کشتی مشغول است. این شرکت در ساخت کشتی‌های تفریحی و نظامی تخصص دارد.
دفتر مرکزی این شرکت در شهر برمن واقع شده است. شرکت لورسن بیش از ۱۴۰۰ کارمند دارد.

## نگارخانه

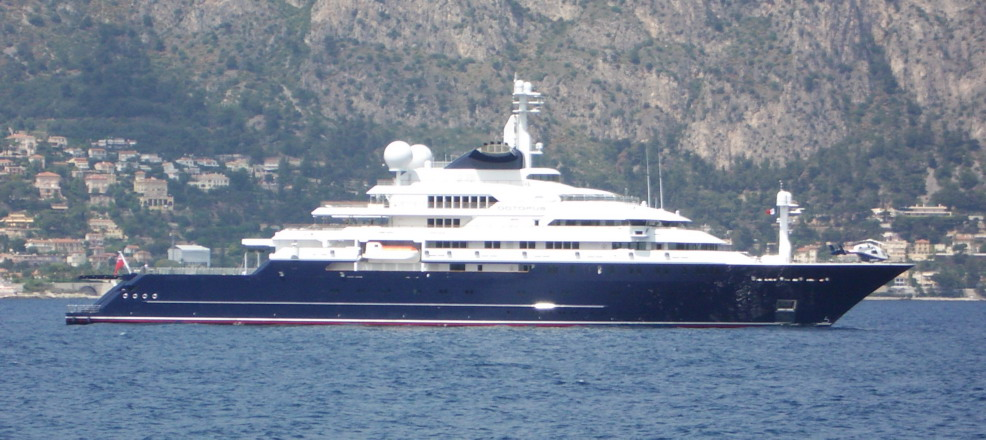
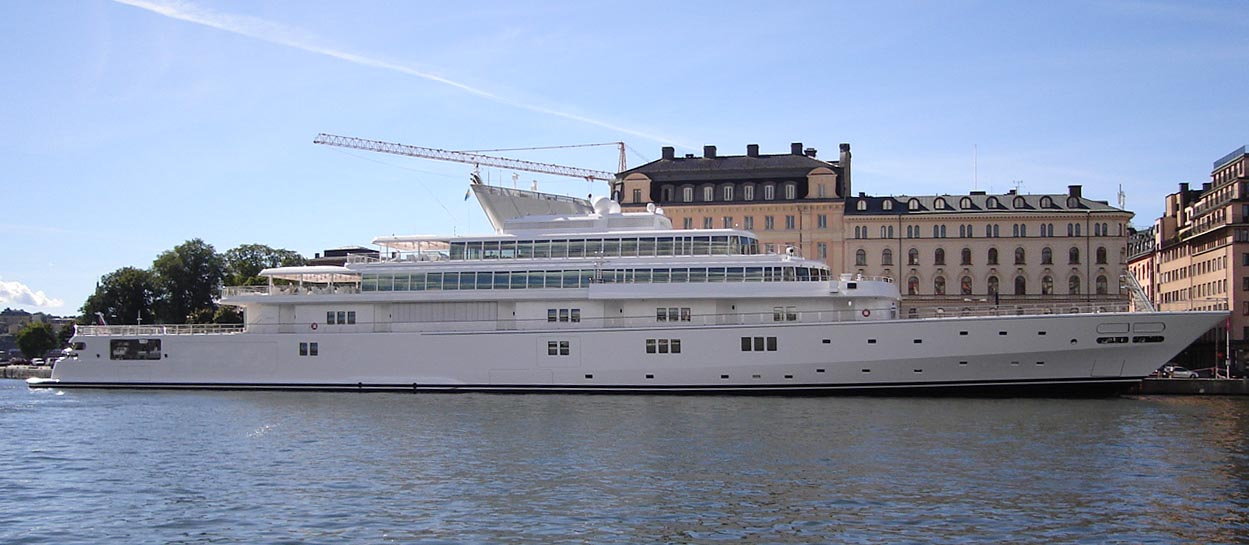
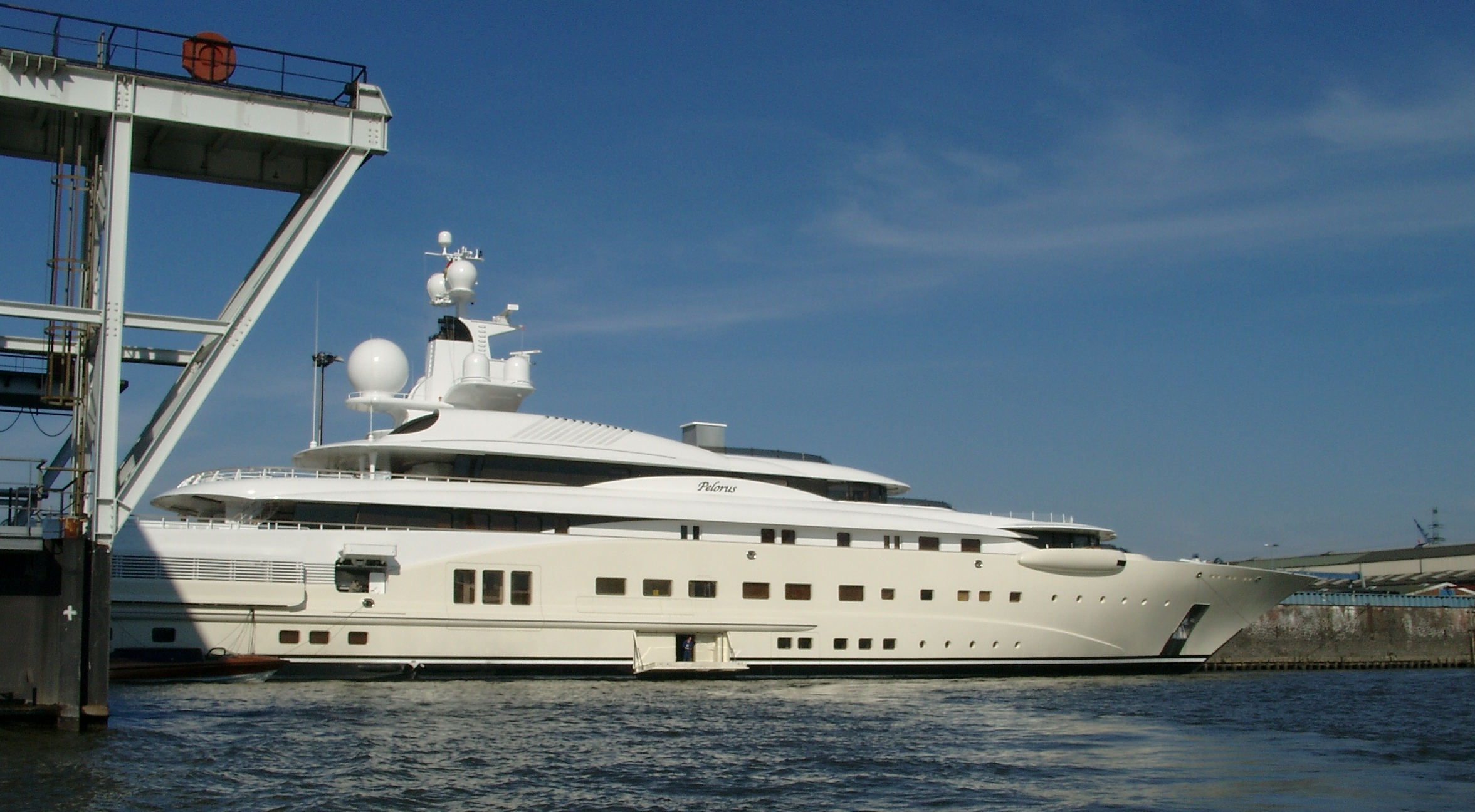